# Радогощ (Поморське воєводство)
Радогощ (пол. Radogoszcz, нім. Radegast) — село в Польщі, у гміні Осек Старогардського повіту Поморського воєводства.
Населення — 146 осіб (2011).
У 1975-1998 роках село належало до Гданського воєводства.

## Демографія
Демографічна структура станом на 31 березня 2011 року:
|          | Загалом | Допрацездатний вік | Працездатний вік | Постпрацездатний вік |
| -------- | ------- | ------------------ | ---------------- | -------------------- |
| Чоловіки | 73      | 18                 | 46               | 9                    |
| Жінки    | 73      | 15                 | 40               | 18                   |
| Разом    | 146     | 33                 | 86               | 27                   |